# Тулешть
Тулешть, Тулешті (рум. Tulești) — село у повіті Васлуй в Румунії. Входить до складу комуни Драгомірешть.
Село розташоване на відстані 259 км на північ від Бухареста, 30 км на захід від Васлуя, 64 км на південь від Ясс, 141 км на північ від Галаца.

## Населення
За даними перепису населення 2002 року у селі проживали 268 осіб, усі — румуни. Усі жителі села рідною мовою назвали румунську.